# ماریانوف شراکووسکی
ماریانوف شراکووسکی (به لاتین: Marianów Sierakowski) یک روستا در لهستان است که در گمینا گوستنگن واقع شده‌است. ماریانوف شراکووسکی ۱۳۰ نفر جمعیت دارد.